# Dákok

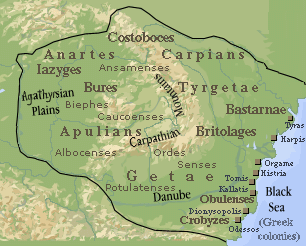
Boirebisztasz dák király közvetlen uralma alatt álló területek

A dákok ókori népcsoport, amelynek az i. e. 1. évezred kezdete körülre datálható a kialakulása. A mai Erdélyre lokalizálható a központjuk. Az írott történelembe belépésük után két évszázaddal a Római Birodalom vetett véget önállóságuknak. Közeli rokonaik a trákoknak, ezért a dák szokásokra gyakran a trákokról szóló ismereteinkből következtethetünk.

## Nyelv
A dák nyelvről sokkal kevesebb információval rendelkezünk mint a trákról vagy akár az illírről, ezért szinte teljesen ismeretlen. A régi görög szerzők véleménye szerint, a trák és a dák két azonos nyelvek voltak, és a 20. század közepéig a nyelvészek is egy trák nyelvjárásnak vagy a trákkal azonos nyelvnek tekintették, azonban ezt a modern kutatók megkérdőjelezik. A Balkán félsziget változatos domborzata nem tette lehetővé, hogy a korabeli viszonyok között nagyobb területen egyetlen egységes nyelv alakuljon ki. Az azonban kétségtelen, hogy a két nyelv nagyon hasonlított egymáshoz. A dák nyelv nem jutott el az írásbeliség szintjére és csak szórványos emlékei maradtak fenn. A történelmi Dacia és Moesia provincia néhány földrajzi nevén, és néhány dák személynéven kívül mintegy 60 glossza maradt fenn. Leginkább olyan gyógynövény nevek, amelyeket Pedaniosz Dioszkoridész és Pseudo-Apuleius jegyeztek fel. Ezeknek a növényneveknek a tüzetes nyelvészeti vizsgálata kiderítette, hogy legfeljebb egyharmaduk tekinthető valóban dák szónak, a többi hibásan feljegyzett vagy kontaminált görög szó. Néhány példa a dáknak bizonyult növénynevek közül:  amalusta (kamilla), budadla (ökörnyelvfű), dakina (szellőrózsa), dielleina vagy dielina (beléndek), dun (csalán), kinuboila (földitök), mantia (eperfa-szederfa, ugyanaz mint az albán man szó), rathibida (büdös libatop), seba (bodza), sipoax vagy sipotax (lándzsás útifű).
Az erdélyi folyónevek közül dák eredetre vezethető vissza a Temes, a Maros, a Körös és a Szamos neve, és fennmaradt a Zsil dák neve is: Rhabon, ami a görög szerzők szerint ugyanazt jelenti, mint a folyó mai, szláv eredetű neve: ‘eleven, fürge’.Fontos megjegyezni, hogy a Kárpátoktól keletre eső terület folyónevei kivétel nélkül indo-iráni eredetűek, a Kárpátok és az Al-Duna között elterülő síkság folyónevei közül a Dâmboviţa és a Ialomiţa szláv, az Argeş viszont türk eredetű. Az Olt szintén ősi eredetű folyónév.
A dák (és trák) települések nevében a második szó (az utótag) -dava/-deva -para vagy -bria jelentése város.
A dák nyelv hangtani sajátosságait és hangtörvényeit a rendelkezésre álló sovány nyelvi anyag alapján Vladimir Ivanov Georgiev bolgár trakológus próbálta meghatározni. Szerinte a dákban az indoeurópai palatális zárhangokból s vagy z, illetve zöngétlen vagy zöngés réshang lett. A labiovelárisok egyszerű velárisokká, illetve palatális hang előtt zöngétlen vagy zöngés afrikátává váltak. A szonáns likvidákból a, illetve -ri, -ir lett, a kettőshangzók (diftongusok) lerövidültek, a hosszú u-ból i, a hosszú o-ból e lett. Vizsgálódásai Georgievet arra az eddig megalapozatlan következtetésre vezették, hogy a dákok nem valamilyen trák nyelvjárást beszéltek, hanem a dák önálló indoeurópai nyelv volt, amit a bolgár kutató hol „dáko-moesiai”, hol „moeso-dák” nyelvnek nevezett. Ezt a feltevését Kis-Ázsiában előkerült négy „moesiai” glosszára és egy kétszavas feliratra alapozza: mendruta (hunyor), mysos (bükkfa), sykalobon (kanászbot) és fanakes (mindent gyógyító) – mint Bacchus epithetonja –, a két szóból álló felirat pedig BRATERAIS PATRIZI, aminek a jelentése Georgiev értelmezése szerint ‘atyai testvéreknek’. Georgiev ezt a néhány szót elegendőnek tartotta ahhoz, hogy belőlük meghatározza ennek az állítólagos önálló indoeurópai nyelvnek a hangtörvényeit, majd megtegye a mai albán nyelv ősének. Ezt a merész hipotézisét a nyelvészek a legnagyobb kétkedéssel fogadták. Később Georgiev azzal tetézte elméletét, hogy ennek az általa felfedezett nyelvnek a segítségével megfejthetőnek vélte a mindmáig minden megfejtési kísérletnek ellenálló etruszk nyelvet is. Akadt azonban két román kutató C. Poghîrc és A. Vraciu, akik kézenfekvő, kényelmes érvet véltek felfedezni benne a hosszú albán-román szimbiózis cáfolatára. Természetesen eldöntené a vitát, ha valamilyen hosszabb „moesiai” vagy dák felirat kerülne elő. Az utóbbi előkerülését az elmúlt évtizedekben Bukarestben ugyan többször is beharangozták, de mindmáig egyetlen ilyen feliratot sem publikáltak.

## Vallás
A rendelkezésre álló ismeretek alapján a dákok és a géták egyistenhívők voltak. Vallásukat Dicinus (más átiratban Dekainosz) főpap terjesztette el, aki az egyistenhitet valószínűleg Egyiptomból hozta, és Burebista segítőtársa lett. Istenük neve Zamolxis volt, aki valamilyen földisten lehetett. Nevének jelentése kb. ‘Földkirály’ lehet (vö. indoeurópai *zemel-, *zamal- ‘föld’). Az istenség neve egyes szövegekben Zalmoxis alakban is szerepel, ha ez volt a helyes átirat, akkor jelentése kb. ‘Medvebőrös, Medvebőrt viselő’ lehet.

## Történetük
A Gáva-kultúra népe eredetileg mezőgazdasággal foglalkozott. A Kárpát-medence keleti felén, Galícia és Besszarábia területére is kiterjedt, sőt szórványosan Kijev környékén is feltűnik. A késői bronzkori eszköztárban megjelentek a vaseszközök is, amikor valamely lovas nép települt meg ezeken a területeken. Ugyanekkor már erődített települések és gazdag halomsírok is épültek. A kultúra kapcsolatban állt az al-dunai és havasalföldi népességekkel is. A nép neve és nyelve az írásbeliség előttről nem ismert. Hérodotosz gétáknak nevezte őket. Sztrabón pedig leszögezte, hogy a géták és a dákok azonos nyelvet beszéltek, valamint keveredtek a moiszoszokkal és a trákokkal. A géták tekinthetők a dákok ősének, mivel a következő időszakban népességcserére nincs adat.
Más vélemény szerint a dákok a trákoknak egy csoportja, és nyelvük a trákokéval állt szoros rokonságban, vagy annak egy dialektusa volt.
Az i. e. 8. század folyamán újabb keleti lovasnép érkezett, amely valamilyen iráni nyelvet beszélt. A magukat szigünna vagy agathürsz néven nevező etnikum megjelenésével Erdélyben teljesen eltűnik a korábbi kultúra, és helyettük szkíta jellegű eszköztár jelenik meg. Az erdélyi agathürszök területein kívül a szkíta elemek hamarosan feloldódtak a korábbi helyi jellegekben.
A kelta hódítások során, az i. e. 4. században az agathürszöket váltották fel a kelták, és az őket kísérő, már dáknak nevezhető alföldi telepesek. Az erdélyi nemesfémbányák lehetővé tették a keleti keltáknak az önálló pénzverést. A század folyamán kereskedelmi kapcsolatok létesültek a görögökkel, pénzeik is II. Philipposz és III. Alexandrosz pénzeinek mintájára készültek. Ez időben a dákok elkülönültek a keltáktól, és politikai szerepük egészen az i. e. 1. századig nem volt. A kelták több törzsre oszlottak a Kárpát-medencében, így az anartoi, kotinoi és teuriszkoi.
Az i. e. 2. századtól a kereskedelem kiterjedt az illíriai és itáliai görög városokra is. Fő behozatali cikkük a bor volt. A kereskedelem azonban hamarosan beszűkült, és gyakorlatilag Rómára koncentrálódott. A dák területeken rengeteg köztársasági pénz került elő, egy idő után kizárólagos fizetőeszközzé vált. Az egymástól külön élő dák törzseket Boirebisztasz egyesítette i. e. 63 és i. e. 60 között. Uralkodása alatt a dákok meghódoltatták a tőlük délre és nyugatra élő kelta és illír népeket, sőt komolyan fenyegették a római Macedonia provinciát is. A Dák Királyság fennhatósága alá kerültek a basztarnák is.
Ez időből származnak a dákok belső tagolódásáról az első híradások. Két rétegük különült el. Az „alantas” réteg a „hosszúhajúak” (ógörögül: kométai, latinul: capillati), a vezető réteg a „süvegesek” (ógörögül: pilophoroi, latinul pileati, dák nyelven tarabostes). Sztrabón szerint a pileatusok nem ettek húst és nem ittak bort, Iosephus Flavius egyenesen az esszénusokhoz hasonlítja őket.

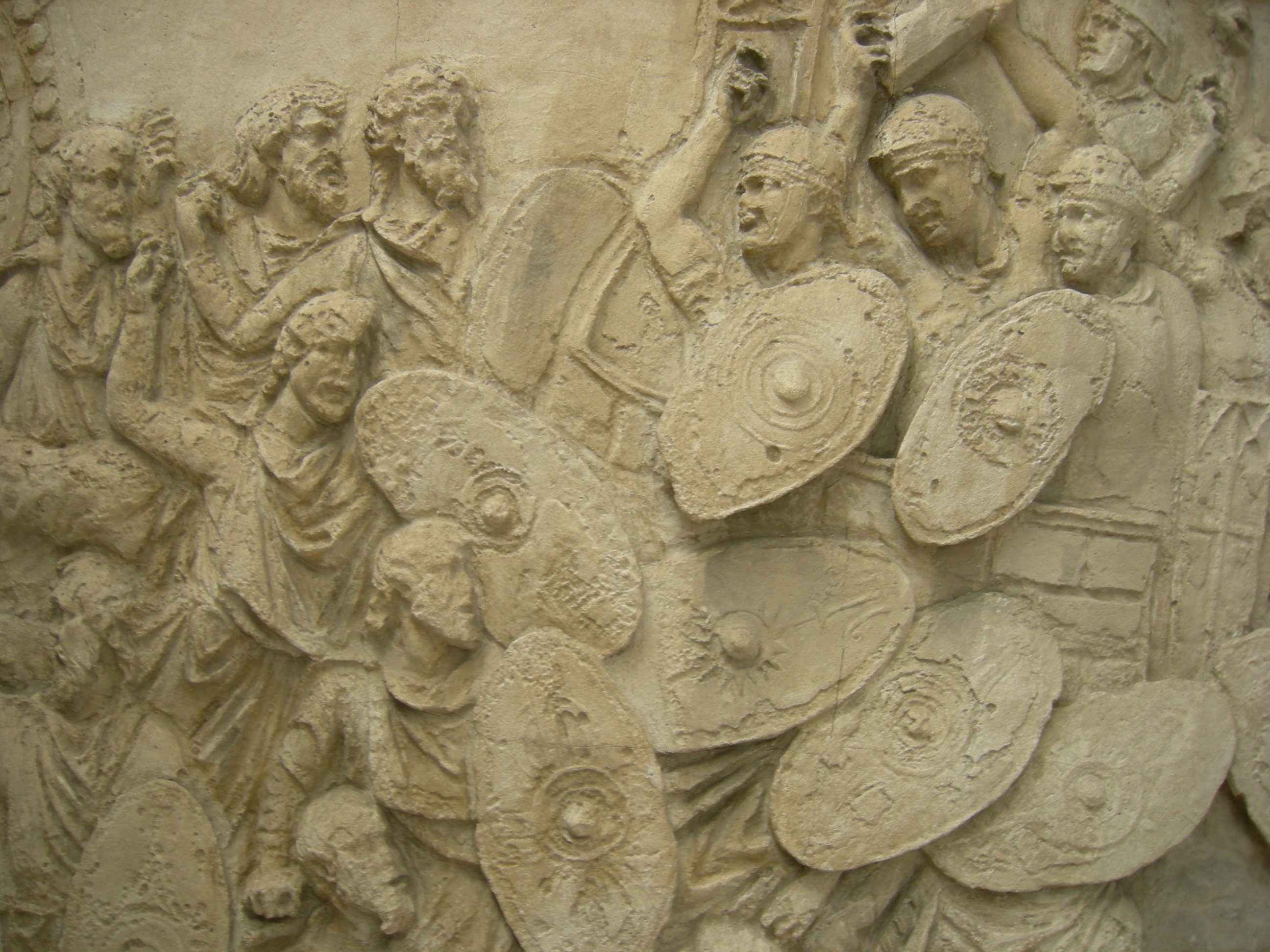
Harci jelenet a dákok és a rómaiak között a Traianus-oszlopon

Boirebisztasz egy lázadás során elhunyt, és a belső harcok miatt Dacia meggyengült. Utódja, Dekaineosz pap volt, és megkezdte a Zamolxis-hit terjesztését. Róma ezt a hanyatlást próbálta kihasználni, amikor i. e. 44-ben Caesar hadjáratot tervezett ellenük. Ebben váratlan halála megakadályozta. Ebben az évben azonban már független basztarna és géta fejedelemségről tudunk, így elmondható, hogy a birodalom Boirebisztasz halála után rögtön szétesett. Ennek ellenére a dákok továbbra is tevőlegesen beavatkoztak a római háborúkba. Az actiumi csata előtt Dekaineosz Augustusnak ajánlotta fel szövetségét. Később Augustus, hogy megakadályozza Antonius és a dákok esetleges szövetségkötését, házassági kapcsolatot akart létrehozni az új dák király, Kotiszo családjával, de ez a kísérlet kudarcba fulladt, és a dákok valóban Antonius oldalán harcoltak. Kotiszo i. e. 29-ben nagy vereséget szenvedett Macedonia helytartójától, és többet nem háborúzott Rómával. Ez a vereség lehetett az oka, annak amiről Sztrabón számol be, hogy ekkortól a dákok öt részre szakadtak, és a pannon háborúba beavatkozás miatt Marcus Vinicius i. e. 11-ben öt dák törzset győzött le. A Vinicius-töredék elemzése alapján az öt „dák” törzsből három valójában kelta, egy pedig basztarna.
A dák hatalmi övezet a magterületekre, gyakorlatilag Erdélyre csökkent le. Az öt részfejedelemséget a Comosicus által létrehozott vallási közösség tartotta egyben. Az Al-Dunánál megjelentek a szarmaták. A szarmaták egy kárpát-medencei törzse, a jazigok még beljebb szorították a dákokat a Marostól a Pathissusig, azaz elfoglalják a Bánságot.
A dákok Decebal uralkodása alatt néhány szerencsés körülmény folytán elkerülték a nagy római hadjáratokat. 85-ben és 86-ban legyőzte Oppius Sabinus és Cornelius Fuscus római hadvezéreket. Domitianus viszont legyőzte a dákokat, és nem fogadta el Decebal békeajánlatát. Decebalt az mentette meg a római hadjárattól, hogy Domitianus először a markomannokat akarta megbüntetni, amiért nem segítették a dák hadjáratban, viszont a markomannok megverték a római sereget. Ekkor újra felvetődött a békekötés, és 89-től Dacia cliens-királyság lett. Ezzel tizenkét évre mentesült Róma a dák veszélytől.
Ebből az időből ismert a dák törzsek leírása Klaudiosz Ptolemaiosztól. E törzsnevek jó része kelta, szkíta, basztarna. Nem állapítható meg, hogy a dák királyságban ekkor mennyi dák élt, de feltétlenül csak egy részét alkották a teljes lakosságnak. Dák írásbeliség gyakorlatilag nincs. A dák nyelvre vonatkozóan csak a nevekből lehet következtetni (tulajdonnevek, földrajzi nevek és Pedaniosz Dioszkoridész jóvoltából néhány gyógynövénynév). Ebből albán kapcsolatok rajzolódnak ki leginkább.
Daciát végül Traianus császár hódította meg az I. és II. dák háborúban (101-102, 105). Sarmisegethuzát elfoglalta és lerombolta, a dák király öngyilkos lett. A 105-ös utóbbi hadjárat eseményeit örökíti meg a Traianus-oszlop. Dacia ezután római provincia lett, de a rómaiak 270-ben, Aurelianus császár uralkodása alatt kénytelenek voltak a területet kiüríteni a gótok támadásai miatt.

## Ismert uralkodói
A dák uralkodók személye több helyen bizonytalan, sorrendjük is sokszor esetleges. A forráshiányos kor és a dák írásbeliség hiánya megnehezíti a pontos eseménytörténeti rekonstrukciót is. Ennek jellemző példája, hogy a Diaurpaneus latin alakú nevet Duras és Decebal személyével is össze lehet kötni. Decebal esetében a név jelentéséről is erős vita folyik. A trákok első királyát görög szerzők említik Rhészosz (Ρ’ησος) néven, de a nyelvészek bebizonyították, hogy ez nem egy bizonyos király neve volt, hanem a ‘király’ jelentésű trák szó (vö- latin rex, regis ‘király’).
| Név                                    | Uralkodási idő      | Megjegyzés                                                                         |
| -------------------------------------- | ------------------- | ---------------------------------------------------------------------------------- |
| Boirebisztasz (Burebista, Rubobostes?) | i. e. 62–45         |                                                                                    |
| Dekaineosz (Dikomész)                  | i. e. 45–31         | Dobrudzsai Géta Fejedelemség és Basztarna Fejedelemség leválása i. e. 44-től       |
| Kotiszo                                | i. e. 31–11         | i. e. 29-ben öt részre szakadás: Cotini, Cauci (Oauci?), Rataci, Teurisci, Anartii |
| Comosicus                              | i. e. 11–i. sz. 29. | i. e. 11-ben a rhatacusok állama megsemmisül                                       |
| Coryllus (Szkorilo)                    | 29–69               |                                                                                    |
| Diurpaneus (Dorpaneus)                 | 69–86               |                                                                                    |
| Decebal                                | 87–106              | 89-től római cliens                                                                |
| közvetlen római fennhatóság            | 106–271             | 180 körül markomann, 240-től karp és gót betelepedés                               |

## Dák–római folytonosság
A római uralom rövid időtartama (165 év), a tartomány teljes kiürítése és a román nyelvből hiányzó középkori görög réteg miatt az úgynevezett dáko–román kontinuitás elmélet – valójában inkább dák–római–román folytonosság elmélete –, amely szerint a román nép a rómaiak és a dákok összeolvadásából jött volna létre, erősen kétséges.
Ez az elmélet a humanista íróktól ered, akik egyértelműen azt gondolták, hogy a románok Traianus megszálló hadseregének leszármazottai. Erre egyetlen alapjuk a román és latin nyelv hasonlósága volt. A 19. századi nemzettéválási folyamatnak szinte minden népnél része volt a történelem mitizálása, az ősök keresése és a dicső múlt feltámasztása. A románok számára a dákok és rómaiak összeolvadása különös jelentőséggel bírt abban a tekintetben, hogy a nép több államban oszlott szét, és Boirebisztasz dák állama volt az utolsó, amelyik a 19. századi román szállásterületek összességét tartalmazta. Erre alapult a románság egy államban egyesítésének eszméje, és a történelmi jog a térségre. A románok így 2500 éves helyben lakásra és államiságra hivatkozhattak.
A daciai epigráfiai emlékek vizsgálata és a névanyag elemzése kizárja a latin nyelv hosszú távú jelenlétét és a dákok romanizálódását, hiszen főképp görög nyelvű és a keleti provinciákból származó lakosság telepedett le Daciában. A római hadsereg a közigazgatással együtt teljes mértékben kivonult Dacia provinciából. A román nyelv albán kapcsolatai arra mutatnak, hogy a román nyelv Illíria környékén alakult ki.